# Lekwiltoq
 (mars 2022).
Les Lekwiltoq, ou liǧʷiłdaʔx̌ʷ (avec l’orthographe kwak'wala liq̓ʷala,, aussi écrit Lig̱wilda’x̱w avec l’orthographe kwak'wala Uʼmista, anglicisé en Laich-kwil-tach ou Lekwiltok) est un peuple amérindien et sous-groupe des Kwakwaka’wakw de l’île Quadra et Campbell River en Colombie-Britannique, au Canada. Ils sont aussi appelés Kwagul du Sud ou Kwagul méridionaux.
Il existe aujourd'hui deux groupes principaux (sur peut-être cinq groupes originaux distincts) : les Wei Wai Kai (en) (bande de Cape Mudge) sur l’île Quadra et les Wei Wai Kum (en) dans la ville de Campbell River sur l’île de Vancouver. En plus de ces deux groupes principaux, il y a les Kwiakah (en) (bande Kwiakah ou Première Nation Kwiakah) originaires de Phillips Arm, Frederick Arm (en) et des îles Discovery, les Tlaaluis (Laa'luls) entre la baie Bute et Loughborough Inlets (qui, après une grande guerre entre les Kwakwaka’wakw et les Salish étaient si réduits en nombre, ont rejoint les Kwiakah), et les Walitsima/bande Walitsum de Salmon River (également appelée Hahamatses ou bande de Salmon River).
Le pouvoir des Lekwiltoq était si grand que les K’ómoks (en) de Courtenay et Comox en vinrent à parler le kwak'wala au lieu du comox, qui reste aujourd'hui parlé par les Sliammon, les Klahuse et les Homalhko de l'autre côté du détroit de Géorgie autour de Powell River. Bon nombre des Wei Wai Kum de Campbell River sont d’origine K’ómoks, tandis que les We Wai Kai de la bande de Cape Mudge conservent des lignées nobles et des cérémonies remontant à des siècles jusqu’à leurs racines dans le détroit de la Reine-Charlotte. Les grands potlatchs des chefs de Cape Mudge sont célébrés dans le livre Chiefly Feasts: The Enduring Kwakiutl Potlatch (A. Donaitis, U. Wash Press).
Les Lekwiltoq restent politiquement séparés de leurs parents éloignés, les Kwakwaka’wakw, dont le nom signifie « locuteurs de kwak’wala », qui sont restés dans le détroit de la Reine-Charlotte . Les Kwaguʼł de Fort Rupert sont plus étroitement alliés et apparentés aux Lekwiltoq que ne le sont les Kwakwaka’wakw. Le terme « Kwakiutl » a différentes associations politiques et historiques avec chacun de ces groupes, et a des associations avec un groupe en particulier sur tous les autres, ce qui est l’une des raisons pour lesquelles « Kwakwaka’wakw » est devenu le nom collectif du groupe principal des locuteurs kwak’wala du détroit de la Reine-Charlotte. Les Lekwiltoq se sont toujours appelés liǧʷiłdaʔx̌ʷ, du moins depuis leur arrivée dans le détroit de Géorgie.
Les raids de Lekwiltoq dans le sud du détroit de Géorgie, dans le Puget Sound, et même en amont du fleuve Fraser et dans le détroit de Juan de Fuca, et vers le nord, sont décrits dans les annales des premiers explorateurs et commerçants non autochtones. Il y a eu un incident notable peu de temps après la fondation de Fort Langley au cours duquel le personnel de la Compagnie de la Baie d’Hudson (CBH) a repoussé un siège par les Euclataws (c’est-à-dire les Lekwiltoq) avec des canonnades (ce qui a beaucoup valu l’appréciation des Kwantlens locaux). Malgré la présence de Fort Langley, les Lekwiltoq ont continué à attaquer d’autres communautés Stó:lō plus loin en amont de la rivière.

## Tribus auXIXesiècle
Les tribus lekwitoq sont, au XIXe siècle :
- Wiweqey (We Wai Kai) à Topaze Harbour (aujourd’hui Cape Mudge) ;
- Wiweqəm (Wei Wai Kum) à Topaze Harbour (aujourd’hui Campbell River) ;
- Kʷix̌a (Kwiakah) à Phillips Arm ;
- ƛ̓aʔaluis (Tlaaluis) à Arran Rapids ;
- X̌ax̌amac̓əs (Hahamatses) à Salmon River ou Walacəm (Walitsum) à Campbell River et Comox.

## Personnes notables
- Sonny Assu, artiste interdisciplinaire
- Chef Billy Assu